# The Virgins

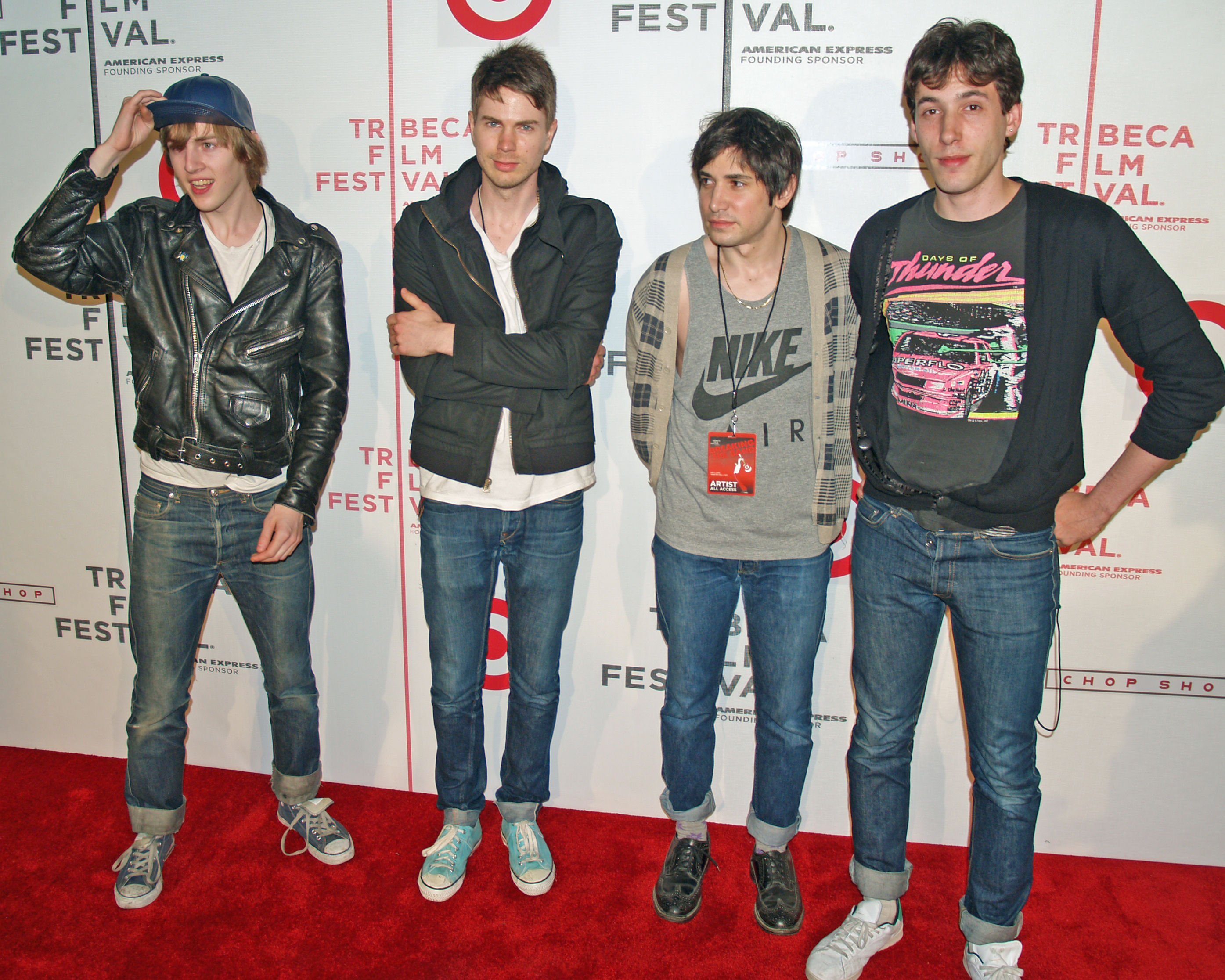
The Virgins 2012

The Virgins ist der Name einer US-amerikanischen Rockband, die 2005 gegründet wurde.

## Werdegang
Sie stammt aus New York City und wurde unter anderem durch ihren Song Rich Girls bekannt, der zu den Top 100 aus 2008 des Musikmagazins Rolling Stone gehört und außerdem in den Fernsehserien Gossip Girl und Castle verwendet wurde. 2007 brachte die Band ihre erste EP auf den Markt, ein Jahr später folgte das Debüt-Album The Virgins. Momentan ist The Virgins bei Warner Music unter Vertrag. Die Band löste sich im November 2013 auf. Bassist Nicholas Ackerman, Sohn des Regisseurs und Produzenten Robert Allan Ackerman verstarb im Jahr 2017.
Beim SWR3-NewPop-Festival im September 2009 gaben The Virgins ein Konzert im Kurhaus Baden-Baden.

## Diskografie

### Alben
- The Virgins (2008)
- Strike Gently (2013)

### EPs
- The Virgins '07 (2007)

### Singles
- One Week of Danger (2008)
- Rich Girls (2008)
- Private Affair (2008)
- Teen Lovers (2009)